# آد ورلد: غضب الغريب
آد ورلد: غضب الغريب (بالإنجليزية: Oddworld: Stranger's Wrath)، هي لعبة إلكترونية من نوع تصويب منظور الشخص الثالث وأكشن، أنتجت عام 2005م، ونشرها شركة إلكترونيك آرتس وآد ورلد آنهابيتنز.
تفاصيل اللعبة آد ورلد: غضب الغريب خلال اللعبة، يسعى سترانجر (الغريب) إلى القاء القبض على الخارجين عن القانون من أجل جمع المكافآت. الهدف هو كسب ما يكفي من المال لدفع تكاليف عملية غامضة تنقذ الأرواح في النهاية. واحدة من أبرز الميزات هو نظام «الذخيرة الحية»، وهو ذخيرة مصنوعة من كائنات حية مثل الحشرات الخيالية والثدييات الصغيرة، ولكل منها استخدامات وتأثيرات مختلفة ضد الأعداء.

## خصائص اللعبة
اللعبة آد ورلد: غضب الغريب شخصية اللاعب التي تسمى «الغريب» (سترانجر) يجب أن تلتقط الخارجين عن القانون المطلوبين، ميتين أو أحياء. تستخدم اللعبة كل من منظور الشخص الأولو الثالث الذي يتحكم اللاعب في الغريب Stranger عند السفر لمسافات طويلة، من خلال القفز وتسلق الحبل وومعارك المشاجرة بذات المنظور. وفي منظور شخص الأول، يتم استخدام أسلحة متفاوتة. يمكن التعامل مع الأعداء وجهاً لوجه، أو عن طريق الاختباء بعيدًا عن مشهد العدو واستدراج الأعداء من أو باتجاه اللاعب. بمجرد مواجهة الأعداء، يمكن قتلهم أو أسرهم؛ يكسب الأسرى الأحياء المكافأة الأكبر. عند محاولة الالتقاط، يتعذر على سترانجر القيام بأعمال أخرى وبالتالي يكون عرضة للخطر. اللاعب لديه اثنين من أشرطة الحالة: الصحة والقدرة على التحمل. عند حدوث الضرر، يسقط شريط الصحة؛ إذا استنفدت بالكامل، فسيؤدي ذلك إلى وفاة سترانجر. يسقط التحمل عندما يقوم اللاعب بأفعال مثل هجمات المشاجرة أو السقوط من ارتفاع كبير. في حين أنه يعيد تعبئة نفسه بمرور الوقت، فإنه يمكن استخدام التقنية ذاتها للتخلص من الأضرار الصحية؛ وبالتالي شفاء اللاعب، ولكن تستنزف القدرة على التحمل بشكل أسرع.
واحدة من الميزات الرئيسية للعبة هي القوس النشاب الخاص بـ سترانجر، والذي يستخدم في منظور الشخص الأول، والذي يستخدم الذخيرة الحية في شكل مخلوقات خيالية صغيرة كمقذوفات لتأثيرات مختلفة. يمكن شراء الذخيرة الحية من بائعي اللعبة أو العثور عليها في جميع أنحاء العالم. عندما يتم الحصول عليها، يمكن تعيين نوعين مختلفين في القوس في أي وقت: Stunkz لأسر مجموعات كبيرة من الأعداء، Thudslugs كقذائف مدفعية، Boombats كصواريخ، و Bees مثل لقطات صغيرة.
تتضمن اللعبة العديد من عناصر لعب الأدوار في شكل مكافآت تنفق على القوس والنشاب والذخيرة والتخزين وترقيات المدرعات وغيرها من العناصر مثل المنظار وغبار المفصل.

## التقييمات
عند الإصدار، تلقى اللعبة مراجعات إيجابية للغاية حيث سجل معدل انتقاد 87٪ في غيم رانكينغز و 88 من 100 في ميتاكريتيك. تم ترشيحه لاحقًا وفاز بالعديد من الجوائز لمنافذ الوسائط المتعددة. تم ترشيحه للإنجاز المتميز في الرسوم المتحركة في جوائز الإنجاز التفاعلي لأكاديمية الفنون والعلوم التفاعلية، وأفضل الرسومات الفنية في غيم سبوت وأفضل سينمائي وأفضل شخصية (غريب) في G4 ، بينما حصلت على المركز الثاني في معظم التصميمات المبتكرة على إكس بوكس في آي جي إن وفازت بجائزة أفضل لعبة حصرية على إكس بوكسمن مجلة Play ، وأدرجت ضمن أفضل 50 لعبة من Game Informer لعام 2005 وشخصية الغريب ضمن أفضل 10 أبطال في 2005. أعطى أندرو راينر من Game Informer اللعبة 9/10، واصفًا إياها بأنها «تحفة مذهلة ومدهشة بشكل رائع توفر تجربة ألعاب على عكس أي تجربة رأيناها من قبل.... وهي بصيرة حقًا في تقديمها للألعاب.» 
كان إصدار Xbox من غضب الغريب فشلًا تجاريًا. لقد باعت 600000 نسخة بحلول عام 2012، على الرغم من أن لانينج أوضحت أنها «بحاجة حقًا إلى القيام ببيع 1.6 مليون نسخة لكسرها.».

## وصلة خارجية
- آد ورلد: غضب الغريب على موقع IMDb (الإنجليزية)
- Official Oddworld: Stranger's Wrath website